# Dynæs
Dynæs är en udde i Danmark.   Den ligger i Silkeborgs kommun i Region Mittjylland, i den centrala delen av landet, 180 km väster om Köpenhamn. Dynæs ligger vid sjön Julsø.
Närmaste större samhälle är Silkeborg, 11,1 km nordväst om Dynæs. I omgivningarna runt Dynæs växer i huvudsak blandskog.